# Tonderai Ndira
Tonderai Ndira (1975/1976 – mayo de 2008) fue un activista zimbabuense y militante del Movimiento por el Cambio Democrático, quién fue asesinado en mayo de 2008.

## Activismo
Ndira vivió en la ciudad de Mabvuku y Tafara, localizado al este de la capital, Harare, y fue un ''prominente activista'' del Movimiento por el Cambio Democrático. Ha sido descrito como un defensor de los derechos humanos y como "un joven activista que recorrió el país realizando talleres, y enseñando a la gente de sus propios derechos".  Tenía una esposa y tres pequeños hijos.
Fue arrestado en 35 ocasiones, y se informa que fue descrito por sus seguidores como " el Steve Biko zimbabuense".
El Sunday Herald informó:
"Ndira era una leyenda en Zimbabue por sus hazañas. Una vez, cuando la policía estaba pisándole los talones, él mismo se unió a la investigación policíaca, estableciéndose en el corazón de la partida de búsqueda, sin que la policía se diese cuenta."
Ndira fue acusado de estar involucrado en un asalto en 2006, contra el parlamentario Trudy Stevenson y otros miembros del disidente pro-senado Movimiento por el Cambio Democrático-Mutambara. Tanto él como varios otros fueron arrestados, pero fueron prontamente liberados por falta de pruebas. El MDC acusó al ZANU-FF de  estar detrás del ataque.

## Asesinato
En la mañana del 13 de mayo de 2008, Ndira fue secuestrado de su casa por diez hombres armadas, en el contexto de la campaña entre las dos rondas de las elecciones presidenciales de 2008. Su cuerpo fue hallado hacia fines de ese mismo mes; se reportó que había recibido un disparo en el corazón, con múltiples puñaladas, sus ojos fueron arrancados, su lengua fue cortada, y le rompieron su cuello, cráneo, mandíbula y nudillos. El Sunday Herald declaró que había sido "asesinado por escuadrones de la muerte del gobierno", y añadió:
"En semanas recientes, el destino de Ndira ha sido compartido por decenas de miembros de la oposición. Fue atacado debido a su fama, y porque el miedo es exactamente lo que querían los generales y jefes de seguridad al mando de Mugabe, de 84 años, como parte de intentar anular su derrota electoral en la primera vuelta con un 54% de votos en su contra, siendo la primera vez desde la independencia en que el único jefe de estado del país, haya sido derrotado en elecciones."
El informe preliminar de la autopsia no logró identificar la principal causa de su muerte. Se demostró que el daño corporal de Ndira se debía más a su estado de composición que a la tortura que recibió; debido a la cantidad de tiempo necesario para este grado de descomposición, se creía que había sido asesinado inmediatamente después de haber sido secuestrado.

## Póstumo
Tras el hallazgo de su cuerpo el 22 de mayo, Ndira fue sepultado tres días después, en el Cementerio Warren Hills en Harare. El presidente del MDC Morgan Tsvangirai, quién poco antes había regresado a Zimbabue, presidió el funeral y describió el homicidio de Ndira como ''un claro testimonio de la insensibilidad de este régimen'', prometiendo derrotar a Mugabe en las elecciones, a pesar del nivel de violencia en el país.